# Herminia stramentalis
Herminia stramentalis är en fjärilsart som beskrevs av Bremer 1864. Herminia stramentalis ingår i släktet Herminia och familjen nattflyn. Inga underarter finns listade i Catalogue of Life.